# Новоспасское (Тамбовская область)
Новоспа́сское — село в Первомайском районе Тамбовской области. Входит в состав  Новоспасского сельсовета.

## География
Село находится при впадении реки Сухой Иловай в Иловай, на расстоянии 11 км к югу от посёлка городского типа Первомайский, административного центра района.

### Часовой пояс
Село Новоспасское, как и вся Тамбовская область, находится в часовой зоне МСК (московское время). Смещение применяемого времени относительно UTC составляет +3:00.

## История
Основано в 1762 году. Село было заселено крепостными крестьянами Петра Быкова и Ивана Григорьева. В 1914 году находилось в составе Иловай-Рождественской волости Борисоглебского уезда Тамбовской губернии.

## Население
| 1914 | 2010 |
| ---- | ---- |
| 481  | ↗819 |